# Бессонница (фильм, 2002)
«Бессо́нница» (англ. Insomnia) — детективный триллер Кристофера Нолана, ремейк одноимённого норвежского фильма Эрика Шёлдбьерга.

## Сюжет
Действие фильма происходит на Аляске, в маленьком городке Найтмьют. Мирную жизнь города нарушает убийство 17-летней Кей Коннелл (Кристал Лоу), чьё тело находят на свалке. Убийца бережно обошёлся с трупом — вымыл волосы, почистил и подстриг ногти на руках и ногах. Для расследования этого дела из Лос-Анджелеса прилетают детективы полиции Уилл Дормер (Аль Пачино) и Хэп Экхарт (Мартин Донован). Им помогают местные полицейские, в частности Элли Бёрр (Хилари Суонк), молодой детектив, которая является поклонником следственной работы Дормера. Происходящее усугубляет тот факт, что Дормер, расследуя одно из своих предыдущих дел, сфабриковал улики против одного из подозреваемых, и того посадили. А Экхарт об этом узнал и пообещал Дормеру дать против него показания по возвращении в Лос-Анджелес в обмен на свою неприкосновенность. Дормер понимает, что если это произойдёт, все посаженные им люди выйдут на свободу. Дормер страдает от бессонницы, да ещё тихие дебри Аляски кажутся таковыми лишь на первый взгляд, поэтому покоя Уиллу ожидать не приходится.
В ходе преследования предполагаемого убийцы один из полицейских оказывается ранен. Дормер в тумане случайно смертельно ранит Экхарта. Перед смертью тот подумал, что напарник сделал это специально, чтобы избавиться от свидетеля. Дормер не сообщает о непредумышленном убийстве и сваливает это на сбежавшего преступника.
Теперь ему и малоопытной Бёрр приходится вдвоём идти по следу подозреваемого.
Неподалёку от места убийства напарника Дормер находит револьвер, который он прячет от полицейских. Вскоре ему звонит неизвестный и сообщает, что он видел, как тот застрелил напарника, и говорит, что теперь они в схожем положении. Дормер понимает, что это был убийца.
На похоронах Дормер видит, как бывший парень Кей Рэнди Стетз, ранее допрашиваемый и отпущенный из-за отсутствия улик, несмотря на то, что периодически бил Кей и был последним, кто видел её перед смертью, крутится рядом с её лучшей подругой и зовёт ту уехать на мотоцикле. Дормер забирает ту с собой на свалку, где было обнаружено тело, где добивается от неё признания в том, что Кей сбежала от Рэнди к некоему Броуди.
Дормер замечает, что в книге местного писателя Уолтера Финча (Робин Уильямс), фанаткой которого была убитая, есть персонаж Броуди. По данным из неё Дормер выясняет, где живёт писатель, и никого не оповестив, отправляется к нему. Того в квартире не оказывается. Вскоре Финч возвращается, но видя отсутствие бумаги в двери, которую скинул Дормер при проникновении и оставил на тумбочке, понимает, что в номере кто-то есть, и бросается наутёк. В ходе погони по сплавляющимся по реке брёвнам Дормер падает и, чуть не захлебнувшись, упускает подозреваемого.
Вскоре Финч вновь звонит Дормеру и назначает встречу в людном месте, попутно рассказывая подробности непредумышленного убийства — он был учителем Кей, а она любила его книги. В один день, не сумев возбудиться при встрече наедине, он был осмеян девушкой. Не выдержав унижения и ударив её, чтобы успокоить, он непредумышленно задушил Кей, когда та начала истошно вопить.
Дормер и Финч встречаются на пароме. Дормер показывает, насколько писатель противен ему. Финч говорит, что для их общего блага Дормеру надо найти козла отпущения и подбросить улики. Идеальный кандидат — Рэнди Стетз. Детектив предупреждает Финча, что тот будет вызван на допрос. Детективу приходится отпустить Финча. Сходя на берег, Финч показывает уплывающему Дормеру диктофон. Это — гарантия того, что Дормер не выдаст его.
На допросе Дормер расспрашивает Финча о его взаимоотношениях с ученицей. Тот говорит, что они были платоническими, что он только покупал ей книги, подарил ожерелье и красное платье. Взбешённый Дормер демонстрирует остальным, что Финч хотел заняться с Кей сексом.
В это же время полицейские получают ордер на обыск квартиры Рэнди. Дормер мчится туда и успевает перепрятать заранее спрятанный в вентиляции револьвер в бак мотоцикла, после чего прячется в туалете. Полицейские не замечают его, и тот делает вид, что прибыл позже них. Вскоре оружие обнаруживают. На основании улик парня арестовывают.
Дормер встречается с Финчем и выбрасывает запись их разговора в реку. Сначала он думает, что у Финча есть копии, затем хочет его застрелить, после чего решает сознаться во всём, чтобы это наконец закончилось, ведь его эмоциональное состояние после шести дней бессонницы находится на критическом уровне. Финч уговаривает Дормера не делать этого и говорит, что они теперь будут жить своими прежними жизнями.
Элли случайно обнаруживает на месте убийства Экхарта гильзу калибра 9 мм. Она приходит в бар, где полицейские отмечают закрытие дела, и спрашивает, у кого есть пистолет данного калибра. Дормер говорит, что дело закрыто, но Элли, обняв того, нащупывает за пазухой у детектива пистолет нужного калибра.
Дормер в очередной раз пытается заснуть. Его постоянно мучит свет из окна, он пытается закрыть свет мебелью. Хозяйка мотеля наведывается к нему из-за жалоб соседей на шум. Дормер рассказывает ей подробности сфальсифицированного дела — мужчина три дня истязал и насиловал маленького мальчика, после чего повесил в подвале, но тот ещё некоторое время был жив и умер от болевого шока. Только увидев его, Дормер понял, что он виновен, но улик было недостаточно. Тогда он взял немного крови убитого и накапал ей на одежду убийцы. Экхарт узнал об этом, но выгородил Дормера, а убийца получил срок. Хозяйка успокаивает его, говоря, что многие приезжают сюда, чтобы забыть своё прошлое, в том числе она сама. Вскоре она засыпает у Дормера на кровати.
Детектив решает покончить со всем. Он вламывается к Финчу в номер с оружием, но не застаёт того дома. На столе у Финча Дормер обнаруживает письма, которые Финч обещал отдать Элли, когда она приедет к нему в домик. Дормер чует неладное, звонит в участок, но Бёрр уже уехала к Финчу. Дормер бросается на машине к домику Финча, по дороге чуть не вылетев с трассы из-за галлюцинаций от многодневной бессонницы. Элли Бёрр приезжает к Финчу быстрее. При разговоре с ним она случайно замечает красное платье убитой в тумбочке, но Финч успевает оглушить её и забрать пистолет. Прибывший Дормер вступает с ним в драку. Бёрр удаётся выбраться из запертой комнаты на крышу, а с неё завладеть пистолетом Дормера. В это время Финч бежит за ружьём. Дормер подтверждает Бёрр случайное убийство Экхарта. В это время Финч начинает обстреливать их. Бёрр прикрывает Дормера, пока тот по воде проникает к Финчу. Снова завязывается драка, в ходе которой Дормеру удаётся завладеть ружьём. Одновременно с этим Финч выхватывает «козырь» — пистолет Элли. Оба одновременно стреляют друг в друга. Финч умирает сразу. Дормер просит Элли не выбрасывать гильзу и не изменять своим принципам, хотя та понимает, что Дормер не хотел убивать Экхарта. Прошептав «Я хочу спать…», Дормер умирает. Элли убирает гильзу в карман.

## В ролях
| Актёр            | Роль         |
| ---------------- | ------------ |
| Аль Пачино       | Уилл Дормер  |
| Мартин Донован   | Хэп Экхарт   |
| Робин Уильямс    | Уолтер Финч  |
| Хилари Суонк     | Элли Бёрр    |
| Кристал Лоу      | Кей Коннелл  |
| Пол Дули         | Чарли Найбэк |
| Джонатан Джексон | Рэнди Стетз  |

## Съёмочная группа
- Режиссёр: Кристофер Нолан
- Сценарист: Хиллари Сайц
- Оператор: Уолли Пфистер
- Композитор: Дэвид Джулиан

## Критика
На агрегаторе рецензий Rotten Tomatoes фильм имеет рейтинг одобрения 92 % на основе 201 рецензии со средней оценкой 7,7 из 10. Критический консенсус сайта гласит: «„Бессонница“, основанная на игре Пачино, представляет собой умную и захватывающую психологическую драму».
Лу Люменик из New York Post дал фильму восторженную рецензию, назвав его «изысканной альтернативой летним фильмам с попкорном из четырёх блюд, в которой представлены самые сочные выступления Аль Пачино и Робина Уильямса за многие годы». Роджер Эберт из Chicago Sun-Times сказал, что «в отличие от большинства ремейков — это не бледное восстановление, а пересмотр материала, как новая постановка хорошей пьесы».

## Награды и номинации
- 2003 — две номинации на премию «Сатурн»: лучшая мужская роль второго плана (Робин Уильямс), лучший сценарий (Хиллари Сайц)[5].
- 2003 — номинация на премию «Спутник» за лучший монтаж (Доди Дорн)[5].